# Dánjal Pauli Danielsen (Politiker, 1919)

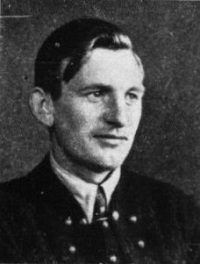
Dánjal Pauli Danielsen (um 1960).

Dánjal Pauli Danielsen (* 2. Dezember 1919 in Velbastaður, Streymoy; † 24. Dezember 2010 in Tórshavn) war ein färöischer Jurist und Politiker der Fólkaflokkurin FF, der unter anderem von 1975 bis 1981 Minister für Handel, Landwirtschaft und Kultur	in der Landesregierung Atli Dam II sowie der Landesregierung Atli Dam III war.

## Leben
Dánjal Pauli Danielsen, Sohn von Jensia Lisberg und Johannes Danielsen, war als Landwirt tätig und war von 1957 bis 1975 Vorstandsmitglied sowie die meiste Zeit davon Vorsitzender des Färöischen Landrates (Føroya Jarðarráði), ein Gremium für Natur- und Umweltschutz. Ferner fungierte er zwischen 1963 und 1975 als Vorsitzender des Kuratoriums des Elektrizitätsunternehmen Streymoy-Eysturoy-Vágar (SEV).
Am 11. Januar 1975 wurde er als Vertreter der Volkspartei FF (Fólkaflokkurin) in die Landesregierung Atli Dam II berufen und bekleidete in dieser sowie in der darauf folgenden Landesregierung Atli Dam III vom 23. Januar 1979 bis zum 5. Januar 1981 die Posten als Minister für Handel, Landwirtschaft und Kultur. Er war zwischen 1980 und 1998 mit einer Ausnahme von vier Jahren Vorstandsmitglied des Haus des Nordens (Norðurlandahúsið), das 1983 eingeweihte wichtigste Kultur- und Kongresszentrum der Färöer in der Hauptstadt Tórshavn. 1994 wurde er mit der nach Jacob Letterstedt benannten Nordischen Verdienstmedaille (Letterstedts nordiska förtjänstmedalj) ausgezeichnet. Er war mit Helene Marie Jacobsen verheiratet.